# Editio Leonina
L'Editio Leonina è l'edizione critica delle opere di San Tommaso d'Aquino voluta e promossa da papa Leone XIII nel 1879.
La Commissione Leonina (Commissio leonina) è il gruppo di studiosi che lavorano al progetto di revisione critica delle opere di Tommaso d'Aquino. Il primo sovrintendente della commissione fu Tommaso Maria Zigliara, professore e rettore del Collegium Divi Thomae de Urbe (la futura Pontificia Università San Tommaso d'Aquino). La sede attuale della Commissione è a Parigi, in rue de la Glacière, ed è attualmente (a partire dal 2015) presieduta da frate Adriano Oliva. Le edizioni sono pubblicate presso le Éditions du Cerf, la storica casa editrice domenicana in Francia fondata nel 1929 per volontà di papa Pio XI.
L'opera principale dell'Aquinate, la Summa Theologiae, fu pubblicata in nove volumi (tt.IV-XII) tra il 1888 e il 1906. Nel 2014, l'Editio Leonina comprendeva 39 volumi, che rappresentano circa la metà dell'intero progetto.

## Commissione leonina
Attualmente la sede della commissione è a Parigi, al numero 43 ter di rue de la Glacière (vicino al convento di San Giacomo) È presieduta dal frate domenicano Adriano Oliva, che è anche ricercatore presso il CNRS, Laboratorio di studi sul monoteismo (LEM1).
Fondata da papa Leone XIII il 18 ottobre 1879, il 9 novembre 1879 l'edizione critica dell'opera omnia di Tommaso d'Aquino fu presto chiamata "Leonina". Da allora, sono stati pubblicati trentotto volumi e ne rimangono circa altrettanti da pubblicare.
L'editore della Commissione Leonina lavora secondo particolari criteri ecdotici, che oggi fanno scuola. Il lavoro collettivo della commissione conferisce alle sue pubblicazioni un'unità di metodo che è il risultato di una ricerca costante; si noti tuttavia che i principi della critica testuale dipendono anche dal genere letterario, dalla storia dell'opera, dallo stato della sua tradizione manoscritta, nonché da una serie di scelte editoriali accuratamente giustificate.
L'edizione di alcune opere già pubblicate dalla Commissione necessita di essere rivista in virtù dell'evoluzione dei principi critici, della scoperta di nuovi testimoni, di scoperte riguardanti la loro datazione o della rivalutazione di alcune famiglie di manoscritti. 
Nel corso del mese di marzo 2014 è stato reso disponibile un nuovo volume della collezione, il t. 44, 1, con i Sermoni di Tommaso d'Aquino, curati da P. Louis-Jacques Bataillon († 2009).

## Storia editoriale
La Commissione Leonina era composta da domenicani, mentre ai francescani era stato affidato il compito di pubblicare l'opera omnia di san Bonaventura, amico di Tommaso.
Tra il 1888 e il 1930 la Commissione Leonina diede alle stampe gli otto volumi della Summa Theologiae e i tre della Summa contra Gentiles.
Dopo un periodo di apparente inattività, ma di feconda ricerca silenziosa, l'attività della Commissione si manifestò nuovamente a partire dal 1952, sotto l'impulso del Capitolo Generale dell'Ordine Domenicano (Washington, 1949) e del Maestro dell'Ordine, Emmanuel Suarez. Sotto la presidenza di Antoine Dondaine (1952) e di Pierre-Marie de Contenson (1964), la Commissione Leonina conobbe un nuovo impulso che si tradusse nella pubblicazione a intervalli ravvicinati di oltre venti volumi in folio.
Seguirono i commenti su Giobbe (1965) e su Isaia (H.-F. Dondaine e L. Reid, 1974). Questa scelta, altamente significativa, metteva in risalto la qualità del Magister in sacra pagina di Tommaso d'Aquino che, durante tutta la sua vita di insegnante, ha commentato la Bibbia (oltre a Giobbe e Isaia, Geremia, le Lamentazioni e i Salmi per l'Antico Testamento, e, per il Nuovo, Matteo e Giovanni, tutto San Paolo e, in un altro modo, i quattro Vangeli sotto forma di un'enorme raccolta di citazioni patristiche nella Catena aurea). 
Mentre queste opere consistevano in domande ordinarie discusse in privato dal maestro con il suo baccelliere e i suoi discepoli, i quodlibeta davano luogo a una disputa pubblica che si teneva due volte all'anno (in Avvento e Quaresima), davanti a tutta l'università riunita per l'occasione. I due volumi dei Quodlibeta sono stati pubblicati nel 1996 da R.-A. Gauthier.
Una trentina di opere più brevi, note come Opuscula, sono state pubblicate in quattro volumi tra il 1967 e il 1979 da H.-F. Dondaine. Alcuni sono di dimensioni considerevoli, come il Compendium Theologiae; altri, più modesti, non sono meno famosi e importanti, come il De unitate intellectus, il De aeternitate mundi o il Contra errores Graecorum. Riflettendo le questioni dibattute all'epoca, risultano una testimonianza preziosa per scoprire l'importanza di Tommaso nella realtà filosofica e teologica del suo tempo. Ne abbiamo un'altra testimonianza sotto forma di commentari alle opere di Aristotele, che stava allora facendo il suo ingresso definitivo in Occidente. La maggior parte di queste edizioni sono dovute all'instancabile attività di R.-A. Gauthier: la Sententia libri Ethicorum (2 voll., nel 1969), la Tabula libri Ethicorum (1971), la Sententia libri De anima, librorumque de sensu et De memoria (2 voll., nel 1984), l'Expositio libri Peryermenias e l'Expositio libri Posteriorum [Analyticorum] (2 voll., nel 1989); tuttavia, la Sentencia libri Politicorum è stata pubblicata da H.-F. Dondaine e L.-J. Bataillon (1971). Per quanto riguarda i commentari di Boezio, l'Edizione Leonina ha pubblicato nel 1992 il Super Boetium De Trinitale (P.-M. Gils) e l'Expositio libri De Ebdomadibus (L.-J. Bataillon e C. Grassi).
Opere importanti come lo Scriptum super Libros Quattuor Sententiarum di Pietro Lombardo, i commenti alla Fisica, alla Metafisica e a molte altre opere di Aristotele, i Commenti su San Giovanni, su San Matteo, su San Paolo, su I nomi divini dello Pseudo-Dionigi Areopagita, la Catena aurea, al 2002 erano ancora in fase di elaborazione e lo saranno senza dubbio ancora per molto tempo. Rispetto alle normali edizioni a stampa, spesso molto carenti, offrono innanzitutto la garanzia di accedere al vero testo di Tommaso. Ad esempio, prima dell'arrivo del De veritate dell'Edizione Leonina, il testo delle edizioni correnti conteneva non meno di diecimila varianti più o meno gravemente errate rispetto all'originale. Trascurare questo non significa solo fraintendere il vero testo; significa ignorare l'intenzione e il pensiero stesso dell'autore.
Un secondo interesse offerto da questi volumi risiede nella prefazione (più o meno lunga a seconda della loro importanza) che precede ciascuno dei testi pubblicati, in cui i ricercatori hanno spiegato e giustificato il loro lavoro di restituzione del testo originale. In queste introduzioni sono presentate anche una moltitudine di indicazioni di critica testuale (che mostrano il modo in cui lavorava Tommaso); date e luoghi di redazione; l'influsso dei contemporanei (Alessandro di Hales, Bonaventura, Alberto Magno...); le fonti più remote, arabe, greche e latine, patristiche o semplicemente filosofiche, che Tommaso ha utilizzato e il modo in cui le ha adattate per integrarle nella sua sintesi. 
Si può così scoprire un autore dedito a un cammino di crescita costante, sempre preoccupato di accrescere una documentazione già considerevole, che non esita a correggersi e a cambiare le sue opinioni precedenti. Eventualmente completate da studi più specializzati - come quello di P.-M. Gils su S. Thomas écrivain, che, attraverso lo studio degli autografi del santo, getta una luce inedita sulla sua persona stessa - queste prefazioni monumenti di erudizione e hanno notevolmente rinnovato la conoscenza che si aveva di Tommaso d'Aquino e della sua opera.

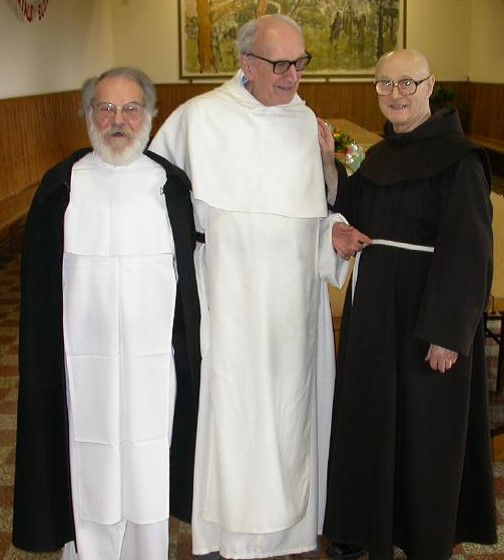
Al centro padre Louis Jacques Bataillon della Commissione leonina presente a Grottaferrata dal 1973 al 2003 con padre Cesare Cenci

## Elenco delle opere pubblicate
- t.I*-1. Expositio libri Peryermenias, editio altera retractata, [ed. R.-A. Gauthier ].  Roma - Paris, 1989.
- t.I*-2.  Expositio libri Posteriorum, [ed. R.-A. Gauthier].  Roma - Paris, 1989.
- t.II. Commentaria in octo libros Physicorum Aristotelis.  Roma, 1884.
- t.III. In libros Aristotelis De caelo et mundo expositio, In libros Aristotelis Meteorologicorum expositio.,  Roma, 1886.
- t.IV–XII. Summa Theologiae (con i commentari di Tommaso De Vio). Roma, 1888–1906.
- t.XIII-XV. Summa contra Gentiles. Roma, 1918–1930.
- t.XXI.  Quaestiones De potentia Dei, [ed. R.-A. Gauthier].  [prossima pubblicazione].
- t.XXII.1-3. Quaestiones disputatae De veritate, [ed. A. Dondaine]. Ed. Leon., Roma: Editori di san Tommaso, 1972-1976.
- t.XXIII.  Quaestiones disputatae De malo, [ed. P.-M. Gils]. Roma - Paris 1982.
- t.XXIV-1 Questiones disputate De anima, ed. B.-C. Bazán. Roma - Paris, 1996.
- t.XXIV-2, Quaestio disputata De spiritualibus creaturis, ed. J. COS. Roma - Paris, 2000.
- t.XXV.1-2. Quaestiones de quolibet, [ed. R.-A. Gauthier], 1996.
- t.XXVI. Expositio super Iob ad litteram, [ed. A. Dondaine]. Romae [Ad Sanctae Sabinae], 1965.
- t.XXVIII. Expositio super Isaiam ad literam, [ed. H.F. Dondaine et L. Reid]. Romae [Ad Sanctae Sabinae]: Editori di San Tommaso, 1974.
- t.XL. Opuscula, vol.I. Romae [Ad Sanctae Sabinae], 1969.
- t.XLI, Opuscula, vol.II. Romae [Ad Sanctae Sabinae], 1970.
- t.XLII Opuscula, vol.III. Roma: Editori di San Tommaso, 1979.
- t.XLIII Opuscula, vol.IV. Roma: Editori di san Tommaso, 1976.
- t.XLVI. Sentencia libri Metaphysice, ed. J.P. Reilly. (in preparazione)
- t.XLV-1. Sentencia libri De anima, [ed. R.-A. Gauthier]. Roma - Paris, 1984.
- t.XLV-2. De memoria et reminiscencia, in Sentencia libri De sensu et sensato cuius secundus tractatus est De memoria et reminiscencia..., [ed. R.-A. Gauthier]. Roma - Paris, 1985.
- t.XLVII.1-2. Sententia libri Ethicorum, [ed. R.-A. Gauthier]. Romae [Ad Sanctae Sabinae], 1969.
- t.XLVIII.  Sententia libri Politicorum, [edd H.F. Dondaine et L-J. Bataillon].  Romae [Ad Sanctae Sabinae], 1971, p.A.69-A.205.
- t.XLVIII. Tabula libri Ethicorum, [ed. R.-A. Gauthier]. Romae [Ad Sanctae Sabinae], 1971, p.B.63-B.158.
- t.L. Expositio libri Boetii De ebdomadibus, [edd L-J. Bataillon et C.A. Grassi]. Super Boetium De Trinitate, [ed. P.-M.J. Gils].  Roma - Paris, 1992.

## Edizioni
- La Somma Teologica. Traduzione e commento a cura dei Domenicani italiani. Testo latino dell'edizione Leonina, Casa Editrice Adriano Salani